# Baños árabes de Cogollos Vega
Los Baños Árabes de Cogollos Vega (Provincia de Granada) se datan en los siglos XIII y XIV, formando parte de la alquería andalusí denominada Qulqullus, origen de Cogollos Vega, destacando del resto de baños árabes de la provincia de Granada por su monumentalidad y las dimensiones de sus salas. Destaca en estos baños la técnica constructiva mixta utilizada, la solidez de su fábrica y el material empleado, la piedra, poco común en este tipo de edificaciones.
El conjunto mantiene la tipología del baño árabe nazarí del mundo rural, consistente en la sucesión de distintas salas de planta rectangular, dedicadas a sala fría (bayt al-barid), templada (bayt al-wastani) y caliente (bayt al-sajun) respectivamente. 

## Descripción
Los Baños Árabes de Cogollos Vega se encuentran actualmente localizados dentro de dos viviendas, circunstancia por la que se conservan en buen estado. El edificio responde a la tipología de hammam del mundo rural nazarí y se relaciona con la alquería medieval denominada Qulqullus. 
Cronológicamente se han adscrito a los siglos XII y XIII, pero la técnica utilizada, el uso del sillarejo y las bóvedas esquifadas que cubren las salas, indican un origen en los siglos XIII y XIV, con un largo período de funcionamiento.
Su planta es rectangular y está compuesto de tres salas paralelas y una orientada de forma transversal. Su fábrica es de mampostería con bóvedas esquifadas, con arranques de sillares bien escuadrados y ladrillos; sólo en el vestíbulo la bóveda es de cañón. Los muros son también de mampostería y en las bóvedas aparecen lumbreras de forma octogonal, contando con un gran número de éstas en alguna de las naves.
Tras el vestíbulo encontramos la primera nave destinada a sala fría (bayt al-barid) que conserva doce lumbreras octogonales, luego la templada (bayt al-wastani) con catorce lumbreras y por último la caliente (bayt al-sajun). El acceso entre ellas se realiza prácticamente en línea o ligeramente escorados. Tanto la caldera (burma) como el horno (furn) se ubicarían en la vivienda contigua. La sala fría tiene una longitud de 7,70 metros por 3,10 metros de anchura y una altura de 4,80 metros. La sala templada es la de mayores dimensiones, mientras que la bayt al-sajun es la de menor anchura. Actualmente no quedan restos visibles del sistema de abastecimiento de agua a los baños, que debió ser el mismo que conduce el agua a esta zona. 

## Fuente
- Este artículo incluye contenido derivado de una disposición relativa al proceso de protección, incoación o declaración de un bien cultural o natural publicada en el BOE n.º 57 el 6 de marzo de 2004 (texto), el cual está libre de restricciones conocidas en virtud del derecho de autor de conformidad con lo dispuesto en el artículo 13 de la Ley de Propiedad Intelectual española.

- Datos: Q5723895